# Île Saint-Géry
L'île Saint-Géry (en néerlandais : Sint-Gorikseiland) est une ancienne île de Bruxelles qui forme aujourd'hui un quartier du Pentagone dans la ville de Bruxelles en Belgique. Celui-ci fait partie du quartier du Centre. On nomme l'ancienne emplacement de l'île quartier Saint-Géry ou quartier de l'île Saint-Géry.

## Histoire
L'île Saint-Géry était la plus grande île formée par la Senne, nommée en souvenir de saint Géry, évêque de Cambrai qui y aurait bâti une chapelle vers l’an 580. Selon une autre tradition, plus vraisemblable, l'église est liée à la fondation de Bruxelles. Elle aurait été fondée par Charles de Basse-Lotharingie en tant que chapelle castrale sur l'île. Ce serait donc là également que la tradition situe l’emplacement du premier castrum des ducs de Lotharingie qui marque au Xe siècle la naissance de la ville de Bruxelles mais dont aucun vestige n'a été retrouvé et certains historiens contemporains mettent son existence en doute.
La chapelle, devenue église Saint-Géry, accueille au Xe siècle les reliques de sainte Gudule, morte deux siècles plus tôt. Elles seront plus tard transférées dans l’ancienne église Saint-Michel qui deviendra la cathédrale Saints-Michel-et-Gudule.

Drapeau de la région de Bruxelles-Capitale

L'île aurait été autrefois entièrement recouverte d'iris. En raison de l'importance de l'île, l'iris est le symbole de Bruxelles depuis le XIXe siècle et est désormais l'unique élément du drapeau de la Région de Bruxelles-Capitale.
Au XIIe siècle, l'île abritait une forte densité de moulins à eau, jouant un rôle important dans la croissance de Bruxelles en tant que centre commercial Au Moyen Âge, l'île abritait une grande quantité de poissonniers, qui utilisaient la rivière entourant l'île pour échanger l'eau dans leurs réservoirs à poissons. Le poisson était extrêmement important pour les catholiques de la ville, le jeûne prescrit par l'église étant alors rigoureusement respecté. Cela a cessé d'être une pratique courante avant même la Révolution industrielle, car un nombre croissant de tanneurs, teinturiers et autres métiers déversaient leurs déchets dans la rivière, rendant l'eau impropre pour le stockage du poisson.
À la fin du XVIIIe siècle, sous le régime révolutionnaire français, l’église gothique de la fin du Moyen Âge qui avait remplacé l'église primitive est rasée. À son emplacement, la Ville de Bruxelles aménage une place publique au centre de laquelle est installée une fontaine, surmontée d’un obélisque datant de 1767, récupérée de la cour de l’abbaye de Grimbergen.

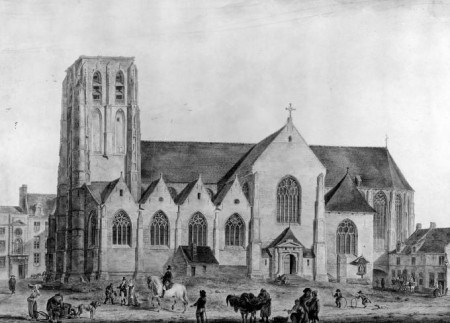
L'église Saint-Géry.
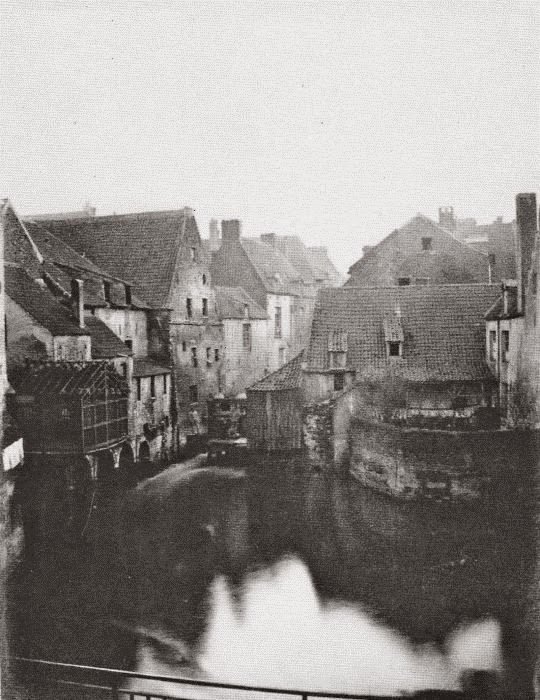
Le cabaret de l'Ours (à gauche) et l'île Saint-Géry (à droite) en 1867.
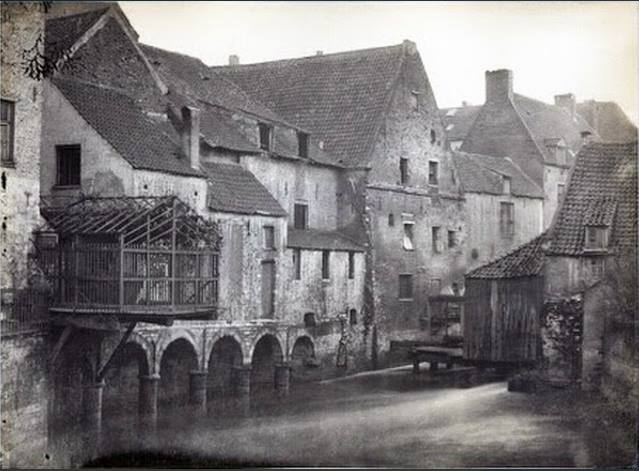
Gros-plan sur le cabaret la même année.

Entre 1866 et 1871, a lieu le voûtement de la Senne qui va transformer l'île en simple quartier de la ville de Bruxelles.
Le lieu est utilisé comme place de marché tout au long du siècle suivant ; il est finalement décidé d’y construire un marché couvert. Œuvre de l’architecte Adolphe Vanderheggen, le bâtiment est inauguré en 1882, Ce sont les Halles Saint-Géry Le marché Saint-Géry prospère ensuite jusqu’au lendemain de la Seconde Guerre mondiale. Délaissé ensuite par les commerçants, il est finalement fermé en 1977. Le quartier pourtant proche du centre-ville périclite, de nombreuses maisons sont à l’abandon. Malgré un classement du bâtiment en 1987 et plusieurs tentatives de réaffectation commerciales ou culturelles sans lendemain, il faut plus de vingt ans pour que les halles bénéficient d’une réhabilitation définitive. Depuis 1999, les Halles Saint-Géry sont une Agora emblématique dédiée à ce qui a fait et continue de singulariser la Région de Bruxelles-Capitale.

Plan de la situation avant le voûtement de la Senne
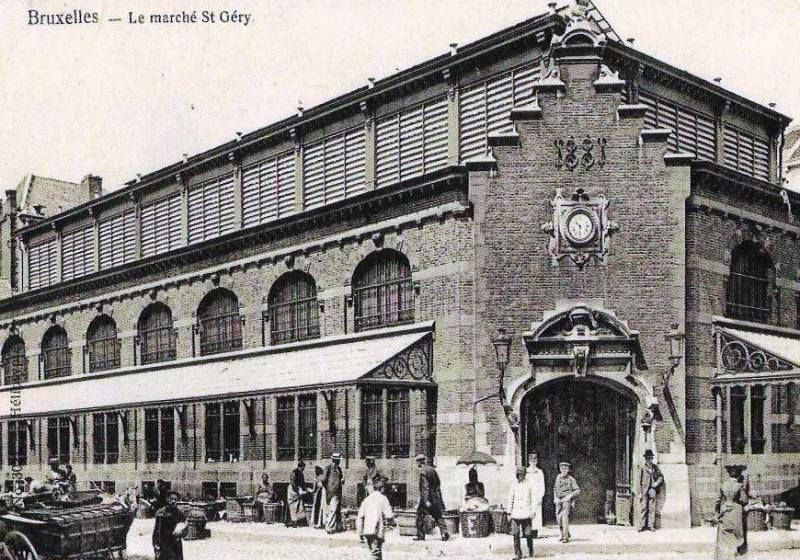
Le marché Saint-Géry en 1890
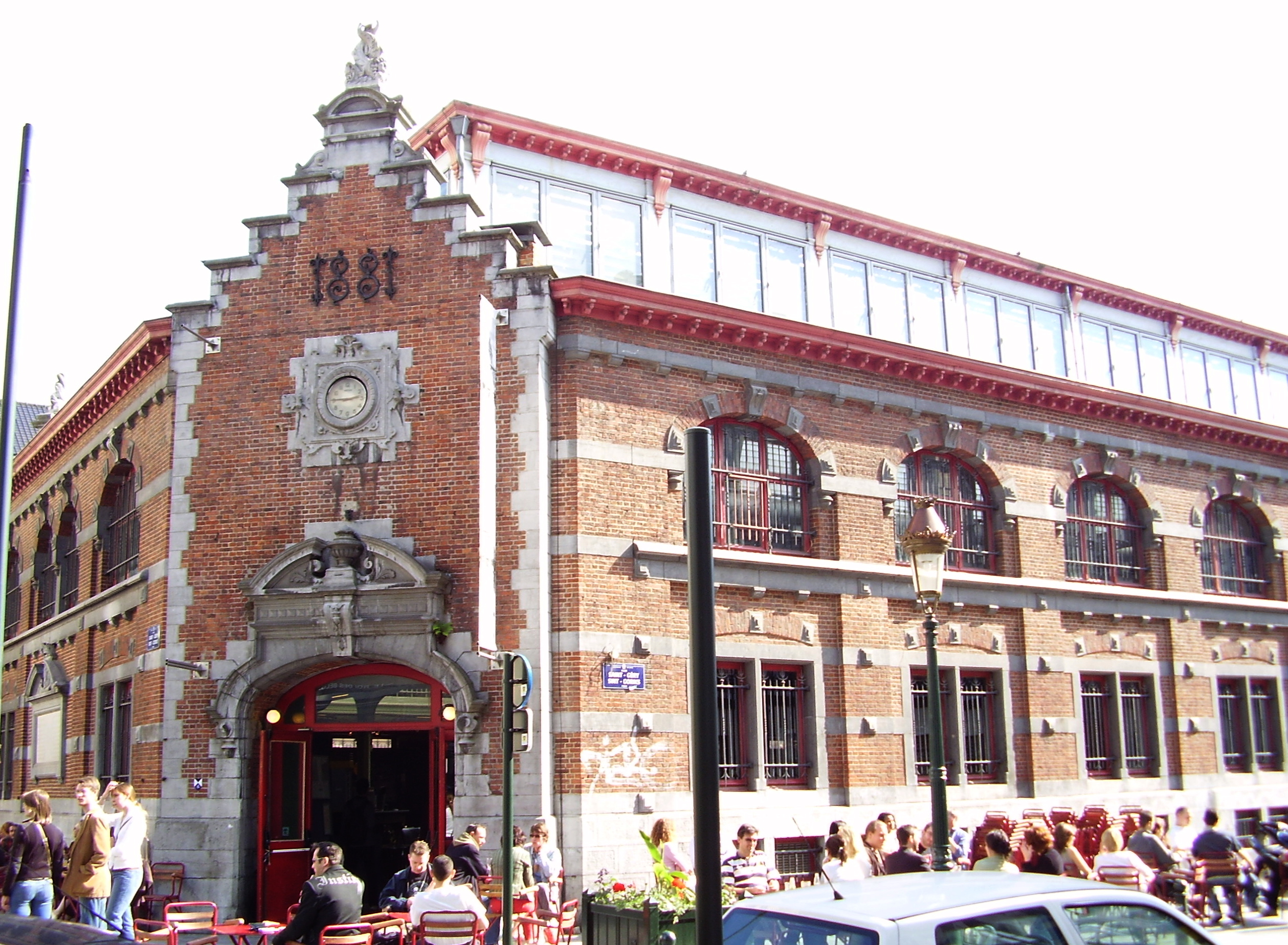
Halles Saint-Géry

## Quartier
Le quartier Saint-Géry, situé à l'emplacement de l'île est devenu, avec ces nombreux bars et restaurant, un des quartiers branchés de la ville de Bruxelles.
Sur une petite place entre la place Saint-Géry et la rue Saint-Christophe, il y a toujours un bras mort de la Senne, la seule partie de la rivière du centre-ville qui ne soit pas voutée.